# Мюнхен-Нимфенбург (ботанический сад)

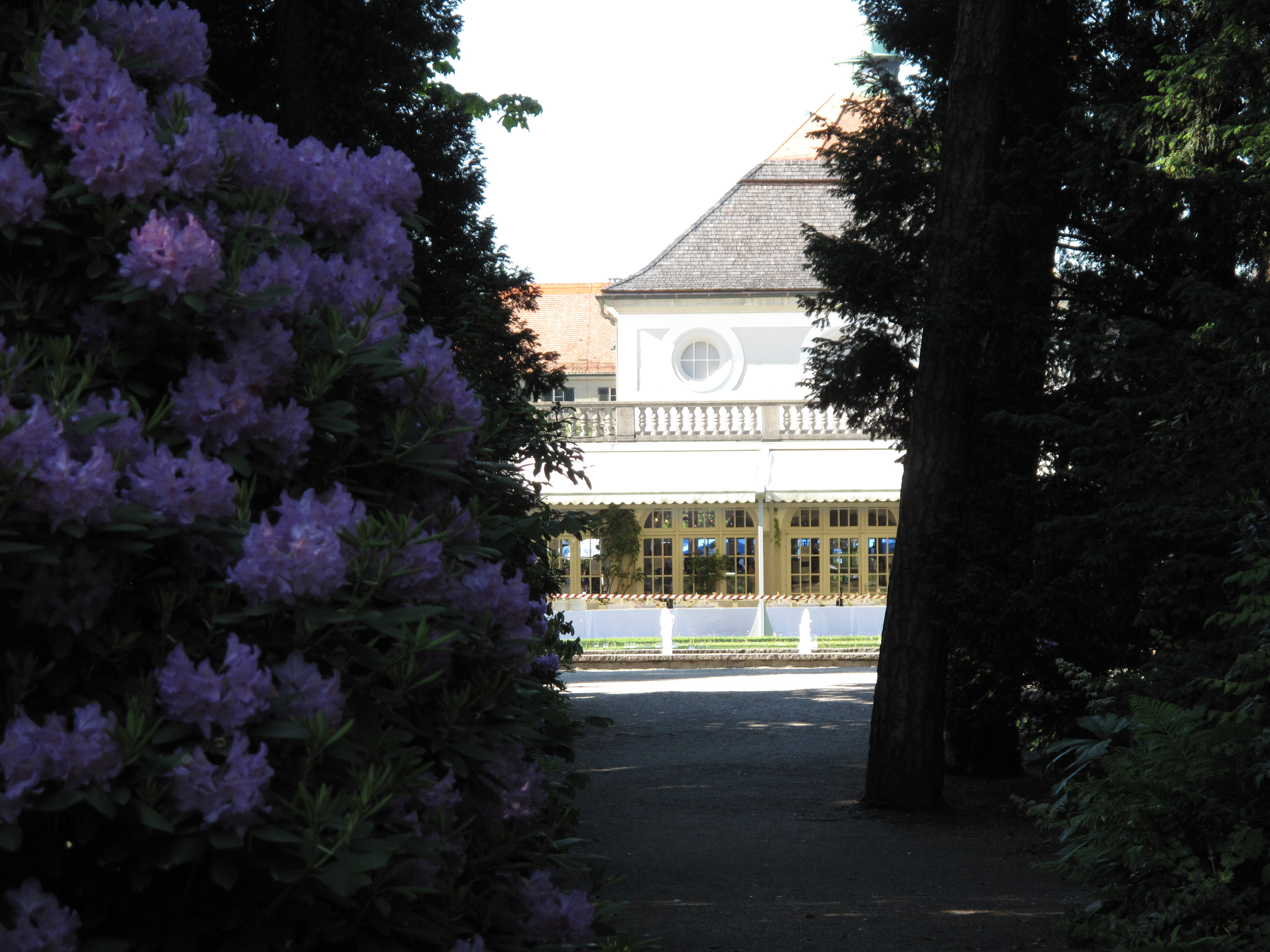
Кафе в Розовом саду

Ботанический сад Мюнхен-Нимфенбург — ботанический сад неподалёку от Нимфенбургского дворца в Мюнхене. Новая часть ботанического сада также включает в себя парк Нимфенбург с площадью 22 га; его посещают более 400 000 человек в год. Входит в состав Баварской государственной коллекции естественной истории.

## История
Ботанический сад спроектирован немецким парковым архитектором Фридрихом Людвигом Шкелем и ботаником Францем фон Паула Шранком в 1809 году. Остатки этого сада сегодня известны как Старый ботанический сад и находятся вблизи оживлённой Карловой площади в центре города.
1914 году был создан Новый Ботанический сад на окраине Мюнхена (в то время) по инициативе ботаника Карла Иммануэля Эбергарда фон Гебель. После создания Гебель стал первым директором ботанического сада Мюнхен-Нимфенбург.

## Описание
В Ботаническом саду около 14 000 видов растений выращивается на площади примерно 18 га. Площадь теплиц 4500 м².
В течение зимних месяцев (декабрь-март) в помещение тропической оранжереи выпускают экзотических бабочек которые летают вокруг посетителей.
В розовом саду парка открыты кафе.

## Доступ
Посетители могут добраться до Ботанического сада с севера города на трамвае или с юга пешком через Нимфенбургский парк. Вход в Мюнхен-Нимфенбург бесплатный только для членов общества ботанического сада. Стоимость членства 38 евро для человека и 60 евро для семьи в год. 

Ботанический сад Мюнхен-Нимфенбург
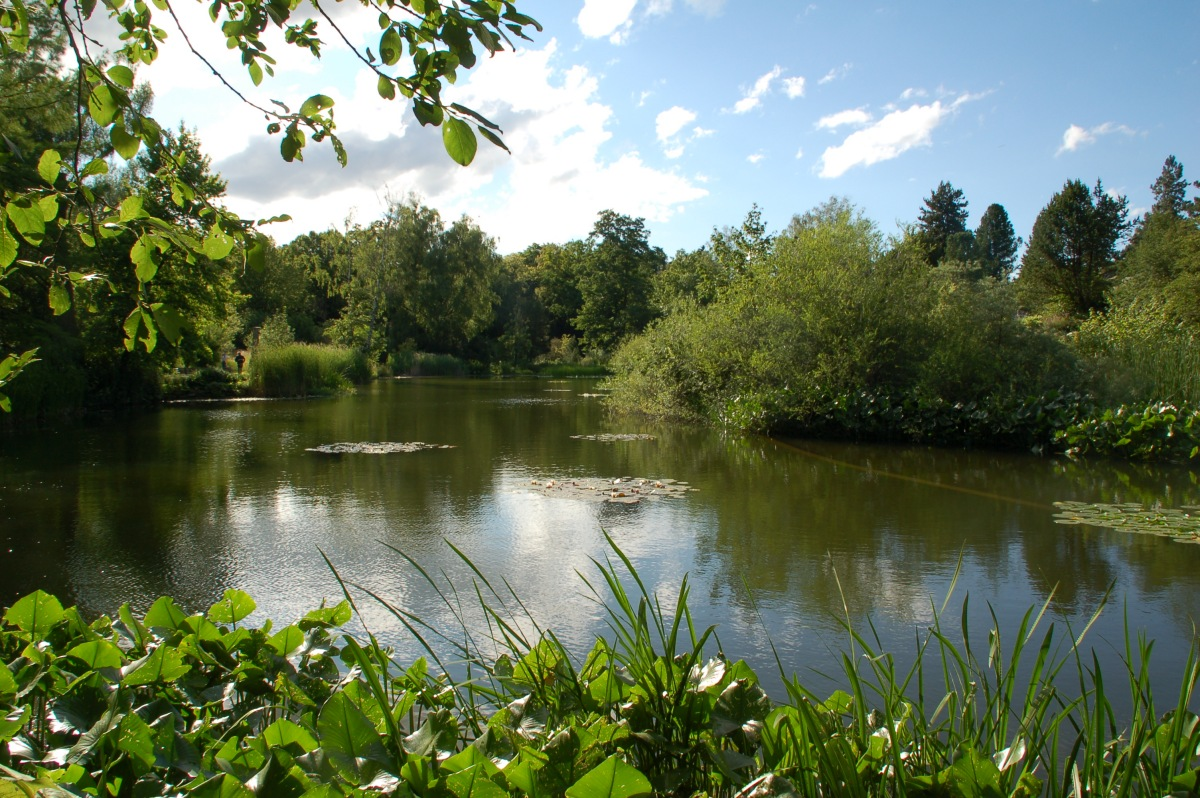
пруд
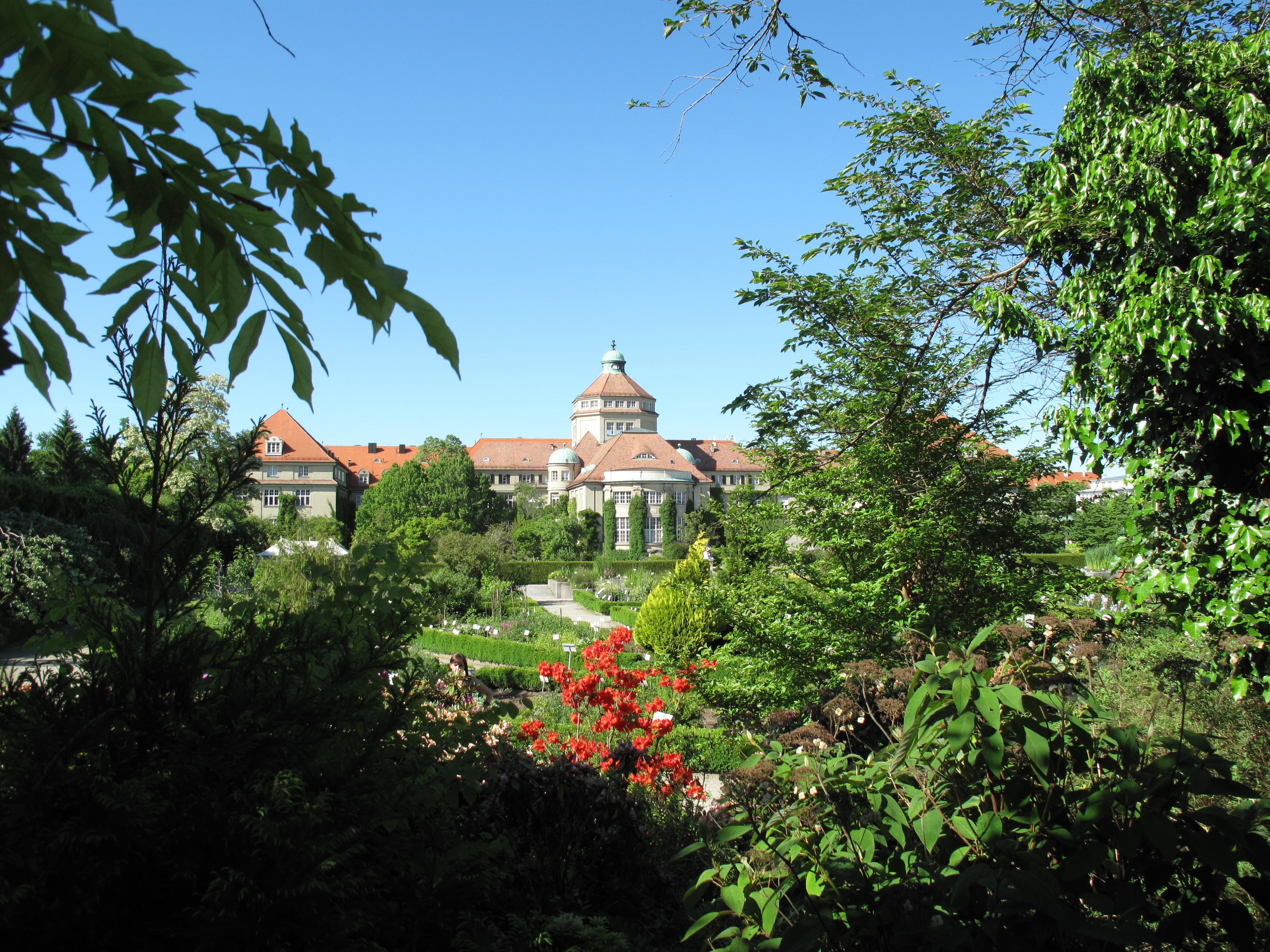
главное здание
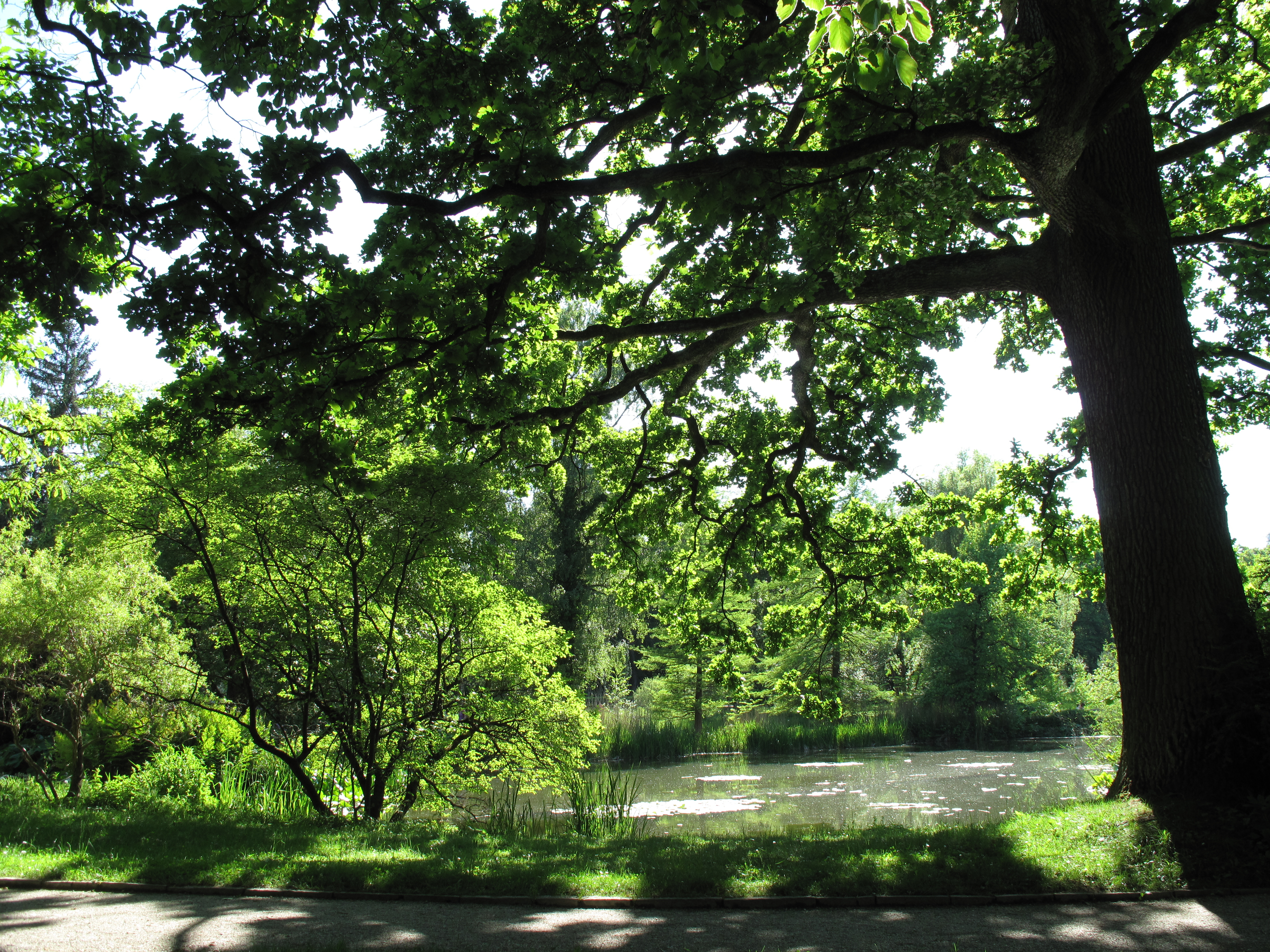
озеро
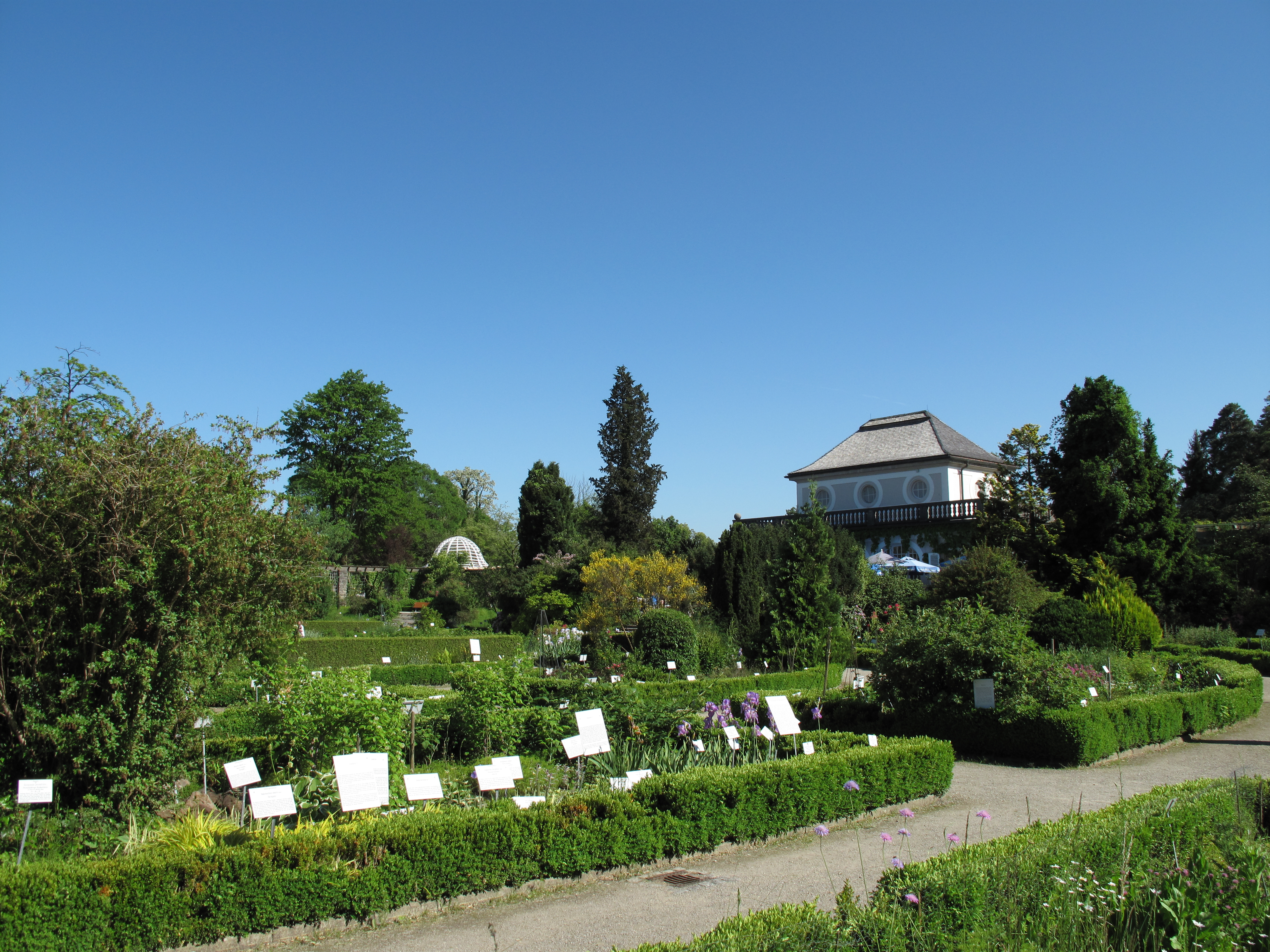
здание кафе
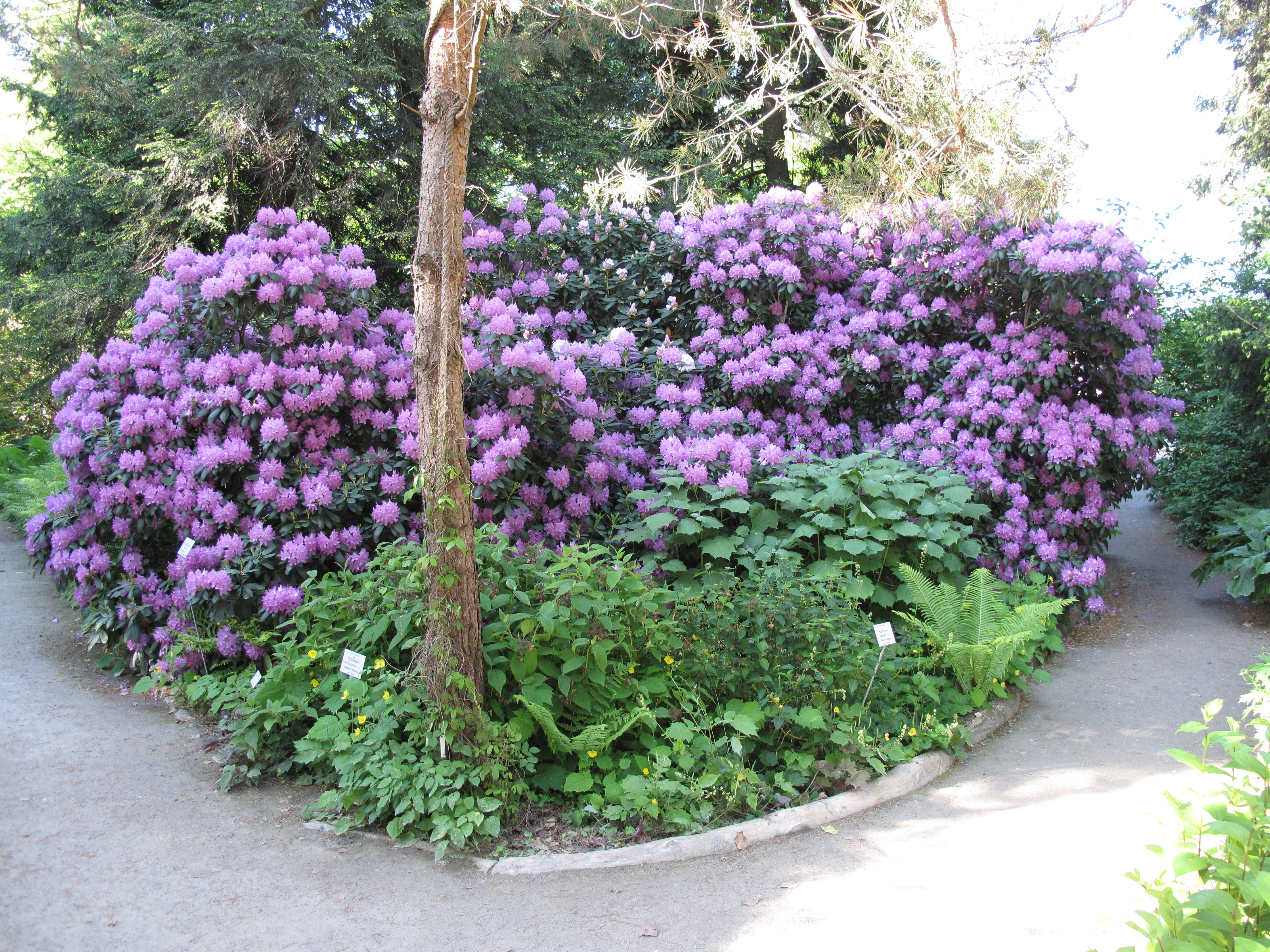
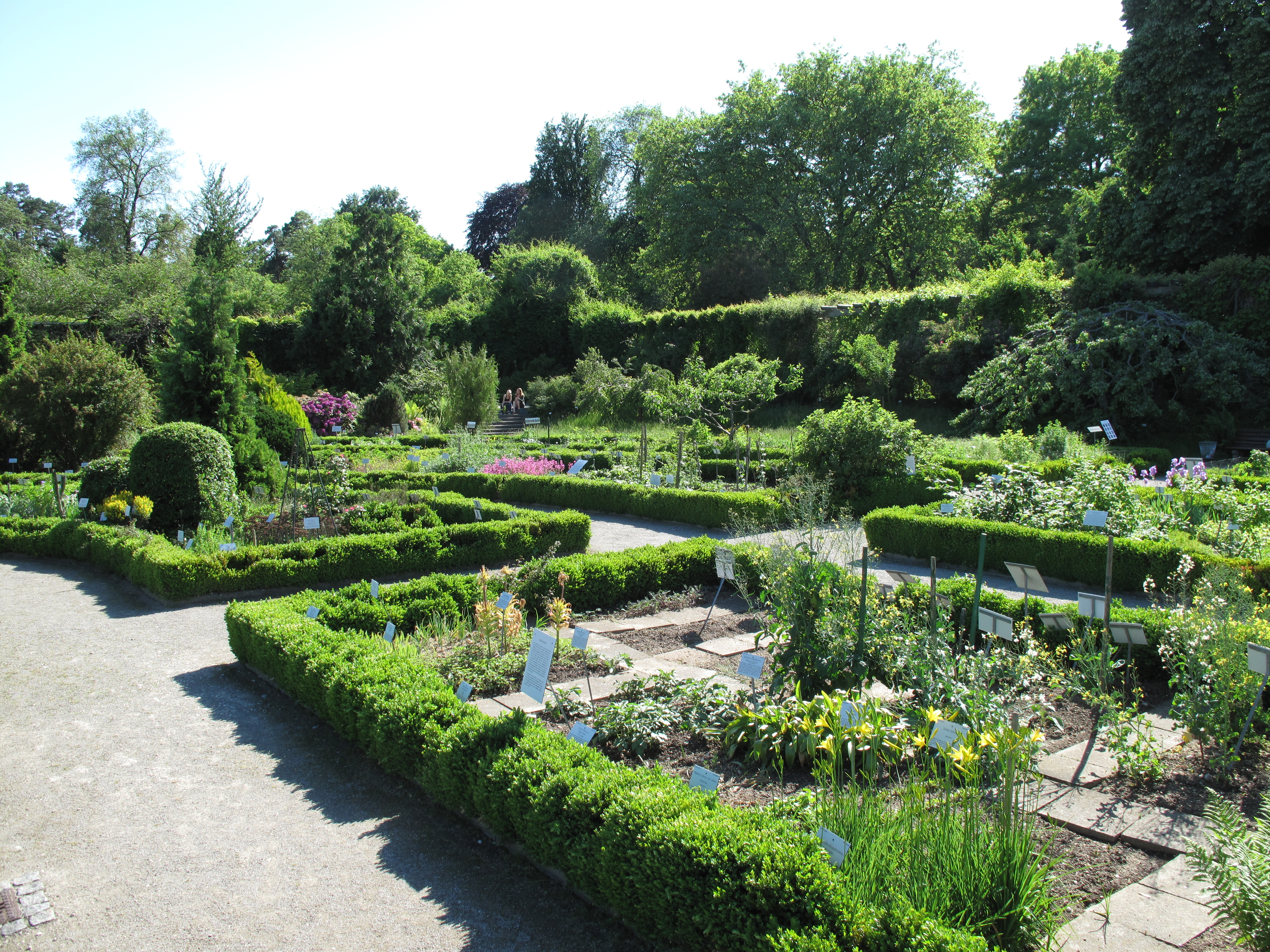
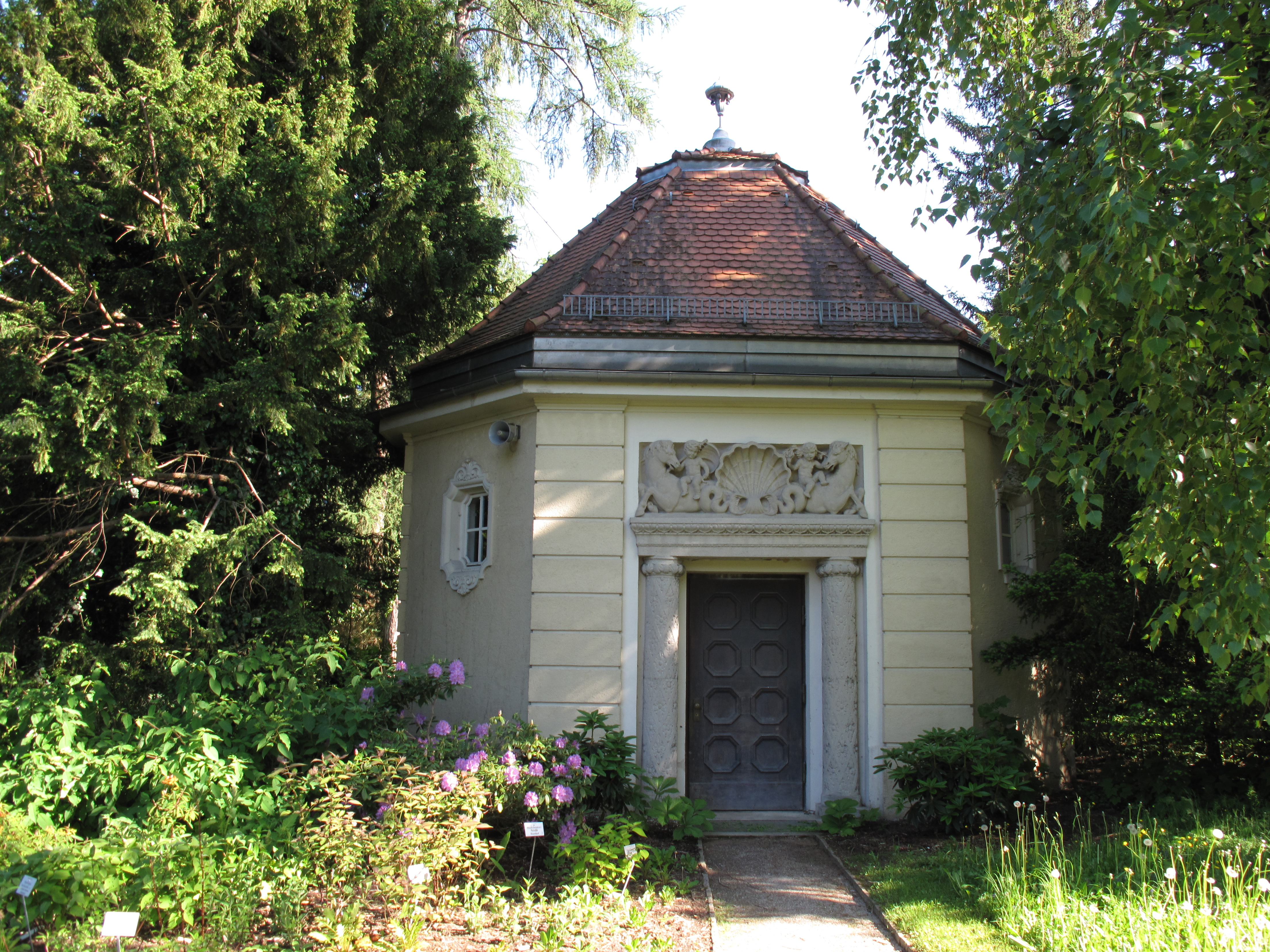
павильон